# 幂级数

蓝色曲线是指数函数，红色曲线是指数函数的麦克劳林展开的前n+1项和的曲线

在数学中，幂级数（power series）是一类形式简单而应用广泛的函数级数，变量可以是一个或多个（见“多元幂级数”一节）。单变量的幂级数形式为：
{\displaystyle f(x)=\sum _{n=0}^{\infty }a_{n}\left(x-c\right)^{n}}
{\displaystyle =a_{0}+a_{1}(x-c)^{1}+a_{2}(x-c)^{2}+a_{3}(x-c)^{3}+\cdots }
其中的c和{\displaystyle a_{0},a_{1},a_{2}\cdots a_{n}\cdots }是常数。{\displaystyle a_{0},a_{1},a_{2}\cdots a_{n}\cdots }称为幂级数的系数。幂级数中的每一项都是一个幂函数，幂次为非负整数。幂级数的形式很像多项式，在很多方面有类似的性质，可以被看成是“无穷次的多项式”。
如果把{\displaystyle (x-c)}看成一项，那么幂级数可以化简为{\displaystyle \sum _{n=0}^{\infty }a_{n}x^{n}}的形式。后者被称为幂级数的标准形式。一个标准形式的幂级数完全由它的系数来决定。
将一个函数写成幂级数{\displaystyle \sum _{n=0}^{\infty }a_{n}\left(x-c\right)^{n}}的形式称为将函数在c处展开成幂级数。不是每个函数都可以展开成幂级数。
幂级数是分析学研究的重点之一，然而在组合数学中，幂级数也占有一席之地。作为母函数，由幂级数概念发展出来的形式幂级数是许多组合恒等式的来源。在电子工程学中，幂级数则被称为Z-变换。实数的小数记法也可以被看做幂级数的一种，只不过这里的x被固定为{\displaystyle {\frac {1}{10}}}。在p-进数中则可以见到x被固定为{\displaystyle 10}的幂级数。

## 例子
多项式可以看做系数从某一项开始全是零的幂级数，例如多项式{\displaystyle f(x)=x^{2}+2x+3}可以写成标准形式的幂级数：
{\displaystyle f(x)=3+2x+1x^{2}+0x^{3}+0x^{4}+\cdots }
也可以写成（{\displaystyle c=1}）：
{\displaystyle f(x)=6+4(x-1)+1(x-1)^{2}+0(x-1)^{3}+0(x-1)^{4}+\cdots }
实际上，多项式可以写成在任意c附近展开的幂级数。就这个意义上说，幂级数是多项式的推广。
等比级数的公式给出了对{\displaystyle |x|<1}，有
{\displaystyle {\frac {1}{1-x}}=\sum _{n=0}^{\infty }x^{n}=1+x+x^{2}+x^{3}+\cdots }，是幂级数中基本而又重要的一类。同样重要的还有指数的幂级数展开：
{\displaystyle e^{x}=\sum _{n=0}^{\infty }{\frac {x^{n}}{n!}}=1+x+{\frac {x^{2}}{2!}}+{\frac {x^{3}}{3!}}+\cdots ,}
以及正弦函数（对所有实数x成立）：
{\displaystyle \sin(x)=\sum _{n=0}^{\infty }{\frac {(-1)^{n}x^{2n+1}}{(2n+1)!}}=x-{\frac {x^{3}}{3!}}+{\frac {x^{5}}{5!}}-{\frac {x^{7}}{7!}}+\cdots ,}
这些幂级数都属于泰勒级数。
幂级数里不包括负的幂次。例如{\displaystyle 1+x^{-1}+x^{-2}+\cdots }就不是幂级数（它是一个洛朗级数）。同样的，幂次为分数的级数也不是幂级数。系数{\displaystyle a_{n}}必须是和x无关，比如{\displaystyle \sin(x)x+\sin(2x)x^{2}+\sin(3x)x^{3}+\cdots \,}就不是一个幂级数。

## 敛散性
作为级数的一种，幂级数的敛散性也是研究幂级数的重点之一。对同一个幂级数，当变量x在复数中变化时，幂级数可能收敛，也可能发散。作为判断的依据，有：
阿贝尔引理：给定一个幂级数{\displaystyle \sum _{n=0}^{\infty }a_{n}x^{n}}，如果对实数{\displaystyle r_{0}>0}，数列{\displaystyle (|a_{n}|r_{0}^{n})_{n\geq 0}} 有界，那么对任意复数{\displaystyle |x|<r_{0}}，{\displaystyle \sum _{n=0}^{\infty }a_{n}x^{n}}绝对收敛。
如果{\displaystyle |x|<r_{0}}，那么由于数列{\displaystyle (|a_{n}|r_{0}^{n})_{n\geq 0}} 有界，存在正实数M使得对任意的n，总有{\displaystyle 0\leq |a_{n}|r_{0}^{n}\leq M}。所以：
{\displaystyle \sum _{n=0}^{\infty }|a_{n}\,x^{n}|=\sum _{n=1}^{\infty }\left(|a_{n}|\,r_{0}^{n}\right)\cdot \left({\frac {|x|}{r_{0}}}\right)^{n}}
{\displaystyle \ \ \leq \sum _{n=0}^{\infty }M\cdot \left({\frac {|x|}{r_{0}}}\right)^{n}}
{\displaystyle \ \ =M\cdot \sum _{n=0}^{\infty }\left({\frac {|x|}{r_{0}}}\right)^{n}}
正数比值{\displaystyle {\frac {|x|}{r_{0}}}}严格小于1，因此上面的等比级数收敛，于是{\displaystyle \sum _{n=0}^{\infty }a_{n}x^{n}}绝对收敛。
按照引理，使得幂级数{\displaystyle \sum _{n=0}^{\infty }a_{n}x^{n}}收敛的复数的集合总是某个以原点为中心的圆（不包括边界），称为收敛圆盘，其边界称为收敛圆。具体来说，就是：
1. 要么对所有的非零复数，{\displaystyle \sum _{n=0}^{\infty }a_{n}x^{n}}都发散；
2. 要么存在一个正常数（包括正无穷）{\displaystyle R}，使得当{\displaystyle |x|<R}时，{\displaystyle \sum _{n=0}^{\infty }a_{n}x^{n}}绝对收敛，当{\displaystyle |x|>R}时，{\displaystyle \sum _{n=0}^{\infty }a_{n}x^{n}}发散。

这个可以用来辨别幂级数是否收敛的常数{\displaystyle R}被称为幂级数的收敛半径，当属于第一种情况时，规定收敛半径为零。
按照定义，对一个幂级数{\displaystyle \sum _{n=0}^{\infty }a_{n}x^{n}}，当{\displaystyle |x|<R}（在收敛圆盘内）时（如果有的话），幂级数必然收敛；而当{\displaystyle |x|>R}时（如果有的话），幂级数必然发散。但是如果{\displaystyle |x|=R}（在收敛圆上）的话，这时幂级数的敛散性是无从判断的，只能具体分析。
根据达朗贝尔审敛法，收敛半径{\displaystyle R}满足：如果幂级数{\displaystyle \sum a_{n}x^{n}}满足{\displaystyle \lim _{n\to \infty }|{a_{n+1} \over a_{n}}|=\rho }，则：
| {\displaystyle \rho }是正实数时，{\displaystyle R={1 \over \rho }}。 |
| {\displaystyle \rho =0}时，{\displaystyle R=\infty }。               |
| {\displaystyle \rho =\infty }时，{\displaystyle R=0}。               |
根据根值审敛法，则有柯西-阿达马公式：
{\displaystyle R=\liminf _{n\to \infty }\left|a_{n}\right|^{-{\frac {1}{n}}}}
或者{\displaystyle {\frac {1}{R}}=\limsup _{n\to \infty }\left|a_{n}\right|^{\frac {1}{n}}}。

## 幂级数的运算
形式上，幂级数的加减法运算是将相应系数进行加减。
{\displaystyle (a_{0}+a_{1}x+a_{2}x^{2}+\cdots +a_{n}x^{n}+\cdots )\pm (b_{0}+b_{1}x+b_{2}x^{2}+\cdots +b_{n}x^{n}+\cdots )=(a_{0}+b_{0})+(a_{1}+b_{1})x+(a_{2}+b_{2})x^{2}+\cdots +(a_{n}+b_{n})x^{n}+\cdots }
两个幂级数的乘积基于所谓的柯西乘积：
{\displaystyle \left(\sum _{n=0}^{\infty }a_{n}(x-c)^{n}\right)\left(\sum _{n=0}^{\infty }b_{n}(x-c)^{n}\right)}
{\displaystyle =\sum _{i=0}^{\infty }\sum _{j=0}^{\infty }a_{i}b_{j}(x-c)^{i+j}}
{\displaystyle =\sum _{n=0}^{\infty }\left(\sum _{i=0}^{n}a_{i}b_{n-i}\right)(x-c)^{n}}。
各种运算后，得到的幂级数的收敛半径是两个幂级数中的较小者。

## 一致收敛性
对一个收敛半径为R的幂级数{\displaystyle \sum _{n=0}^{\infty }a_{n}x^{n}}，可以证明，幂级数在收敛圆盘上一致收敛。这个性质称为内闭一致收敛。因此，考虑幂级数函数
{\displaystyle f:(-R,R)\longrightarrow \mathbb {R} }
{\displaystyle .\ \ \ \ \ \ x\longmapsto \sum _{n=0}^{\infty }a_{n}x^{n}}
它在收敛区间(-R,R)上是连续函数。

## 幂级数函数的求导和积分
可以证明，幂级数函数f在收敛区间上无穷次可导，并且可积。此外，由于幂级数函数f在收敛圆盘内一致收敛，可以进行逐项求导和积分，而且其导函数和积分函数都是在收敛区间上连续的幂级数函数。它们的收敛半径等于{\displaystyle \sum _{n=0}^{\infty }a_{n}x^{n}}的收敛半径R。具体形式为：
{\displaystyle f^{\prime }(x)=\sum _{n=1}^{\infty }a_{n}nx^{n-1}=\sum _{n=0}^{\infty }a_{n+1}\left(n+1\right)x^{n}}
{\displaystyle \int f(x)\,dx=\sum _{n=0}^{\infty }{\frac {a_{n}x^{n+1}}{n+1}}+k=\sum _{n=1}^{\infty }{\frac {a_{n-1}x^{n}}{n}}+k}

## 函数的幂级数展开
鉴于幂级数函数的良好分析性质以及对之深入的研究，如能将要研究的函数以幂级数形式来表示，将有助于对其性质的研究。然而，不是所有的函数都能展开为幂级数。一个函数在一点c附近可展（可以展开为幂级数），当且仅当存在正实数R>0，使得在复平面中以c为圆心以R为半径的圆D(c,R)内（不包括边界）有：
{\displaystyle \forall z\in D(c,R),\qquad f(z)=\sum _{n=0}^{+{\infty }}a_{n}(z-c)^{n}}
其中{\displaystyle a_{n}}为确定的常数。
如果一个函数在某处可展，那么它在这点无穷可导（{\displaystyle C^{\infty }}），并且在这点附近的展开式是唯一的。
{\displaystyle \forall n\in \mathbb {N} ,\,a_{n}={f^{(n)}(c) \over {n!}}}
即是在这点的泰勒展开的第n项的值。这时展开得到的幂级数称为函数f在c点的泰勒级数。

### 函数的可展性
对于一般的无穷可导函数{\displaystyle f}，也可以写出幂级数{\displaystyle \sum _{n=0}^{+{\infty }}{f^{(n)}(c) \over {n!}}(x-c)^{n}}，但即使这个幂级数收敛，其值也不一定等于{\displaystyle f}。例如函数{\displaystyle f}：
当x>0时，{\displaystyle f(x)=e^{-1/x^{2}}}
当{\displaystyle x\leq 0}时，{\displaystyle f(x)=0}
可以证明{\displaystyle f}无穷可导，并且在0处的每阶导数都是零，因此相应的幂级数{\displaystyle \sum _{n=0}^{+{\infty }}{f^{(n)}(0) \over {n!}}(x)^{n}}恒等于0，不等于{\displaystyle f}。
函数可以展开成幂级数的充要条件是其泰勒展开的余项趋于零：
{\displaystyle R_{n}(x)=f(x)-\sum _{n=0}^{n}{f^{(n)}(c) \over {n!}}(x-c)^{n}\rightarrow 0}，
一个更常用到的充分条件是：
如果存在正实数r，使得{\displaystyle f}在区间{\displaystyle (c-r,c+r)}上无穷可导，并且存在正数M使得对任意的n，任意的{\displaystyle x\in (c-r,c+r)}都有
{\displaystyle |f^{n}(x)|\leq M^{n}}，那么{\displaystyle f}可以在c附近展开成幂级数：
{\displaystyle \forall x\in (c-r,c+r),\ \ f(x)=\sum _{n=0}^{+{\infty }}{f^{(n)}(c) \over {n!}}(x-c)^{n}}。

### 常见函数的幂级数展开
以下是一些常见函数的幂级数展开。运用这些展开可以得到一些重要的恒等式。
1. {\displaystyle \forall x\in \mathbb {C} ,\,e^{x}=\sum _{n=0}^{+{\infty }}{\frac {x^{n}}{n!}}.}
2. {\displaystyle \forall x\in \mathbb {R} ,\,\cos x=\sum _{n=0}^{+{\infty }}(-1)^{n}\,{\frac {x^{2\,n}}{(2\,n)!}}.}
3. {\displaystyle \forall x\in \mathbb {R} ,\,\sin x=\sum _{n=0}^{+{\infty }}(-1)^{n}\,{\frac {x^{2\,n+1}}{(2\,n+1)!}}.}
4. {\displaystyle \forall x\in \mathbb {R} ,\,\operatorname {ch} \,x=\sum _{n=0}^{+{\infty }}{\frac {x^{2\,n}}{(2\,n)!}}.}
5. {\displaystyle \forall x\in \mathbb {R} ,\,\operatorname {sh} \,x=\sum _{n=0}^{+{\infty }}{\frac {x^{2\,n+1}}{(2\,n+1)!}}.}
6. {\displaystyle \forall x\in D(0,1),\,{1 \over {1-x}}=\sum _{n=0}^{+{\infty }}{x^{n}}.}
7. {\displaystyle \forall x\in (-1,1],\,\ln(1+x)=\sum _{n=1}^{+{\infty }}(-1)^{n+1}{x^{n} \over {n}}.}
8. {\displaystyle \forall x\in [-1,1],\,\arctan \,x=\sum _{n=0}^{+{\infty }}(-1)^{n}\,{\frac {x^{2\,n+1}}{2\,n+1}}\;}，特别地，{\displaystyle \pi =4\,\sum _{n=0}^{+{\infty }}{\frac {(-1)^{n}}{2\,n+1}}}。
9. {\displaystyle \forall x\in \,(-1,1),\ \forall \alpha \,\not \in \,\mathbb {N} ,\,(1+x)^{\alpha }\,=1\;+\;\sum _{n=1}^{+{\infty }}{{\frac {\alpha \,(\alpha -1)\cdots (\alpha -n+1)}{n!}}\,x^{n}}.}
10. {\displaystyle \forall x\in \mathbb {R} ,\,\forall \alpha \,\in \,\mathbb {N} ,\,(1+x)^{\alpha }\,=1\;+\;\sum _{n=1}^{+{\infty }}{{\frac {\alpha \,(\alpha -1)\cdots (\alpha -n+1)}{n!}}\,x^{n}}=\sum _{n=0}^{\alpha }{{\alpha  \choose n}\,x^{n}}.}
11. {\displaystyle \forall x\in (-1,1),\,\operatorname {artanh} \,x=\sum _{n=0}^{+{\infty }}\,{\frac {x^{2\,n+1}}{2\,n+1}}.}
12. {\displaystyle \forall x\in (-1,1),\,\arcsin \,x=x+\sum _{n=1}^{+{\infty }}\,\left({\frac {\prod _{k=1}^{n}\,(2\,k-1)}{\prod _{k=1}^{n}\,2\,k}}\right){\frac {x^{2\,n+1}}{2\,n+1}}}
13. {\displaystyle \forall x\in (-1,1),\,\operatorname {arsinh} \,x=x+\sum _{n=0}^{+{\infty }}\,(-1)^{n}\,\left({\frac {\prod _{k=1}^{n}\,(2\,k-1)}{\prod _{k=1}^{n}\,2\,k}}\right){\frac {x^{2\,n+1}}{2\,n+1}}}
14. {\displaystyle \forall x\in \,\left(-{\frac {\pi }{2}},{\frac {\pi }{2}}\right),\ \tan x={\frac {2}{\pi }}\,\sum _{n=0}^{+{\infty }}\,{\left({\frac {x}{\pi }}\right)}^{2\,n+1}(2^{2\,n+2}-1)\;\zeta (2\,n+2)}，其中{\displaystyle \forall p>1,\,\zeta (p)=\sum _{n=1}^{+{\infty }}\,{\frac {1}{n^{p}}}}

## 幂级数与解析函数
局部上由收敛幂级数给出的函数叫做解析函数。解析函数可分成实解析函数与複解析函数。所有的幂级数函数在其收敛圆盘内都是解析函数，并且在所有点上都可展。根据零点孤立原理，解析函数的零点必然是孤立点。在复分析中，所有的全纯函数（即複可微函数）都是无穷可微函数，并是复解析函数，这在实分析中则不然。

## 形式幂级数
在抽象代数中，幂级数研究的重点是其作为一个半环的代数性质。幂级数的系数域是实数或复数或其它的域不再重要，敛散性也不再讨论。这样抽离出的代数概念被称为形式幂级数。形式幂级数在组合代数有重要用处，例如作为母函数而运用在许多组合恒等式的推导中。

## 多元幂级数
幂级数概念在多元微积分学中的一个推广是多元幂级数：
{\displaystyle f(x_{1},\dots ,x_{n})=\sum _{j_{1},\dots ,j_{n}=0}^{\infty }a_{j_{1},\dots ,j_{n}}\prod _{k=1}^{n}\left(x_{k}-c_{k}\right)^{j_{k}},}
其中j = (j1, ..., jn)是一个系数为非负整数的向量。系数a(j1,...,jn)通常是实数或复数。c = (c1, ..., cn)和变量x = (x1, ..., xn)是实数或复数系数的向量。在多重下标的表示法中，则有
{\displaystyle f(x)=\sum _{\alpha \in \mathbb {N} ^{n}}a_{\alpha }\left(x-c\right)^{\alpha }.}